# Attacco di estensione della lunghezza
L'attacco di estensione della lunghezza è un possibile attacco alle funzioni di hash quando vengono usate per autenticare un messaggio concatenando un segreto al messaggio da autenticare. 
Sono vulnerabili tutti gli algoritmi basati sulla costruzione di Merkle-Damgård, come MD5, SHA-1 e SHA-2.
Tale attacco permette di ottenere un MAC valido partendo da un messaggio validato e dal suo MAC.

## Fonti
- Everything you need to know about hash length extension attacks